# 15분
《15분》(영어: 15 Minutes)은 미국과 독일에서 제작된 존 허츠펠드 감독의 2001년 풍자 버디 경찰 액션 스릴러 영화이다. 로버트 드니로와 에드워드 번스 등이 출연하였고, 닉 웩슬러 등이 제작에 참여하였다. 제목은 미래에는 누구나 15분간 전 세계에서 유명세를 누릴 것이라고 한 앤디 워홀의 말에서 따온 것이다.

## 줄거리
형사와 방화 조사관이 세상에 악명을 떨치고 싶어 범죄 과정을 녹화 중인 두 살인마의 뒤를 쫓는다.

## 출연
- 로버트 드니로 - 에디 플레밍 형사 역
- 에드워드 번스 - 조던 "조디" 워소 뉴욕 소방청 방화 조사관 역
- 켈시 그래머 - 로버트 호킨스 역
- 에이버리 브룩스 - 리언 잭슨 형사 역
- 멀리나 캐너커리디스 - 니컬렛 캐러스 역
- 카렐 로덴 - 에밀 슬로바크 역
- 올레크 탁타로프 - 올레크 라스굴 역
- 비라 파미가 - 다프네 한들로바 역
- 데리어스 매크레리 - 토미 컬런 형사 역
- 샬리즈 세런 - 로즈 헌 역
- 킴 커트랠 - 커샌드라 역
- 폴 허먼 - 폴리 형사 역
- 데이비드 앨런 그리어 - 강도 역
- 블라디미르 마시코프 - 밀로스 카를로바 역
- 타이 러니언 - 스티븐 겔러 역
- 리치 코스터 - 신문 판매 행상 역
- 안톤 옐친 - 불타는 건물 속의 소년 역

## 기타 제작진
- 협력 제작: 데이비드 게인스, 제임스 M. 프라이태그
- 배역: 민디 마린
- 미술: 메인 버크
- 의상: 에이프릴 페리

## 우리말 녹음
KBS 성우진 (2002년 9월 28일)
- 양지운 - 에디 플레밍(로버트 드니로)
- 구자형 - 조디 워소(에드워드 번스)
- 강구한 - 에밀 슬로바크(카렐 로덴)
- 임성표 - 올레크 라스굴(올레크 탁타로프)
- 강희선 - 니컬렛 캐러스(멀리나 캐너커리디스)
- 유해무 - 로버트 호킨스(켈시 그래머)
- 임은정 - 다프네 한들로바(비라 파미가)
- 김새영 - 호킨스의 변호사(브루스 커틀러) / 경찰
- 설영범 - 리언 잭슨(에이버리 브룩스)
- 류다무현 - 토미(데리어스 매크레리) / 공항 직원
- 장승길 - 스티븐(타이 러니언) / 피자 배달원(커트 앤던)
- 윤병화 - 머피 형사(스티븐 데이비스) / 경찰(스콧 딜린) / 밀로스(블라디미르 마시코프) / 에디의 동료 / TV 방송 목소리
- 김정주 - 호킨스의 동료(민디 마린) / 다프네의 여동생(어리나 개서노바)
- 김소형 - 보비(존 디레스타) / 흑인 남자
- 이규석 - 경찰서장(제임스 핸디) / 소방서장
- 김지혜 - 로즈(샬리즈 세런) / 호킨스의 동료(킴 커트랠) / TV 방송 목소리